# قانون اساسی سان مارینو
قانون اساسی سان مارینو عالی‌ترین قانون کشور سن مارینو می‌باشد. این قانون ترکیبی از چند سند قانونی است که مهم‌ترین آنها اساسنامه ۱۶۰۰ و اعلامیه حقوق شهروند ۱۹۷۴ که در سال ۲۰۰۲ اصلاح شد، می‌باشد. این قانون اساسی از قوانین عرفی آمده در بدنه قانون مدنی و حقوق روم تاثیر گرفته است. این قانون شاید قدیمی‌ترین قانون اساسی در بین کشورهای مستقل در جهان باشد.